# Serguei Tiviàkov
Serguei Tiviàkov (en rus: Сергей Николаевич Тивяков); (nascut el 14 de febrer de 1973 a Krasnodar, RSFS de Rússia), és un jugador d'escacs neerlandès, que té el títol de Gran Mestre des de 1991. Ha estat Campió del món Sub-16 i Sub-19, dos cops Campió dels Països Baixos, i un cop Campió d'Europa (2008).
A la llista d'Elo de la FIDE del desembre de 2021, hi tenia un Elo de 2567 punts, cosa que en feia el jugador número 10 (en actiu) dels Països Baixos, i el 353è millor jugador al rànquing mundial. El seu màxim Elo va ser de 2699 punts, a la llista d'octubre de 2005 (posició 21 al rànquing mundial).

## Biografia
Tiviàkov va néixer a Krasnodar, actualment Rússia, (llavors Unió Soviètica), i va aprendre a jugar als escacs als cinc anys. Va graduar-se en economia per la Universitat de Krasnodar, el 1995. Posteriorment, va emigrar als Països Baixos, el 1997, on s'establí a Groningen. Actualment, disputa les competicions internacionals sota bandera neerlandesa.
Va destacar en etapa juvenil, quan va guanyar el Campionat del món Sub-16 a Aguadilla el 1989, i posteriorment, el Campionat del món Sub-18 a Singapur el 1990.

## Resultats destacats en competició
El 1999 empatà als llocs 1r–5è amb Mikhaïl Gurévitx, Aleksandar Berelovich, Leonid Gofshtein i Rustam Kassimdjanov al torneig obert de Hoogeveen.
El millor any de la seva carrera fou el 2005, quan a banda de formar part de l'equip neerlandès que va guanyar el XV Campionat d'Europa per equips, va tenir grans actuacions en torneigs, com el seu 8½/9 al Gausdal Classics (que guanyà per davant de Kaido Külaots i Oleg Kornéiev), o 8/9 a Neiva, Columbia. Aquestes victòries van fer que el seu Elo s'incrementés en gairebé 100 punts, i que arribés a tenir un rating de 2699 punts a la llista d'Elo de la FIDE d'octubre de 2005, el màxim de la seva carrera. A finals d'any, va participar en la Copa del món de 2005 a Khanti-Mansisk, un torneig classificatori per al cicle del Campionat del món de 2007, on va tenir una actuació raonable, tot i que fou eliminat en tercera ronda (setzens de final) per Konstantín Sakàiev.
Tiviàkov va guanyar el Campionat d'escacs dels Països Baixos en dues ocasions, els anys 2006 i 2007. A l'edició del 2006, s'hi va imposar amb una puntuació excel·lent de 9/11, acabant un punt i mig per sobre d'Ivan Sokolov. També el 2006 empatà al primer lloc a l'obert de Banyoles (el campió fou Víktor Kortxnoi).
El 2008, a Plòvdiv, va guanyar el Campionat d'Europa individual amb 8½/11 punts, per davant de Serguei Movsesian (2n) i de Serguei Vólkov (3r).
El 2009 va guanyar el 13è Torneig Unive a Hoogeveen, i va empatar als llocs 2n–4t amb Alexey Korotylev i Viorel Iordăchescu a l'obert de Moscou (el campió fou Alexander Onischuk). El maig de 2010 participà en el fort II Union Memorial celebrat a Lublin, tot i que hi va tenir una mala actuació, i hi fou 8è (el campió fou Bartłomiej Macieja). El 2011 fou primer al Fagernes Chess Festival, un torneig per celebrar els 100 anys de la Federació Noruega d'Escacs. També el 2011 empatà als llocs 1r–4t amb Qadir Huseynov, Ievgueni Gléizerov i Merab Gagunaixvili al fort 19è torneig obert Fajr, a l'Iran.
El 2014 va guanyar el campionat d'escacs obert del Canadà a Mont-real (superant per desempat Armageddon a Robin van Kampen i Ehsan Ghaem-Maghami)

## Participacions en competicions internacionals per equips
En Tiviàkov va participar per primer cop a les Olimpíades d'escacs representant l'equip de Rússia, a l'edició de Moscou 1994, en la qual els russos, amb un equip extraordinari encapçalat per Kaspàrov i Kràmnik van guanyar la medalla d'or. Des de llavors, ha representat l'equip dels Països Baixos, en quatre olimpíades més, entre els anys 2000 i 2006, amb un resultats globals de (+14 =33 -2) (un 62,2% dels punts).
També ha participat, representant els Països Baixos, en cinc Campionats d'Europa per equips entre els anys 2001 i 2005, on hi ha guanyat tres medalles (dues per equips i una d'individual), i hi ha fet un total de 23½ punts de 41 partides, un 57,3%. A l'edició de 1991 hi va fer un impressionant percentatge del 77,8%.
| Any  | Olimpíada        | Ciutat   | Elo propi | Tauler         | Partides | Guanyades | Taules | Perdudes | %     | Posició indiv. | Posició equip |
| ---- | ---------------- | -------- | --------- | -------------- | -------- | --------- | ------ | -------- | ----- | -------------- | ------------- |
| 1994 | XXXI Olimpíada   | Moscou   | 2640      | 1r suplent RUS | 9        | 5         | 3      | 1        | 72,2% | 6              | Medalla d'or  |
| 2000 | XXXIV Olimpíada  | Istanbul | 2606      | 3r PPBB        | 5        | 2         | 3      | 0        | 70,0% | 0              | 33            |
| 2002 | XXXV Olimpíada   | Bled     | 2631      | 3r PPBB        | 13       | 3         | 10     | 0        | 61,5% | 25             | 6             |
| 2004 | XXXVI Olimpíada  | Calvià   | 2617      | 3r PPBB        | 11       | 1         | 9      | 1        | 50,0% | 63             | 8             |
| 2006 | XXXVII Olimpíada | Torí     | 2669      | 2n PPBB        | 11       | 3         | 8      | 0        | 63,6% | 21             | 12            |

| Any  | Europeu                 | Ciutat    | Elo propi | Tauler | Partides | Guanyades | Taules | Perdudes | %     | Posició indiv. | Posició equip |
| ---- | ----------------------- | --------- | --------- | ------ | -------- | --------- | ------ | -------- | ----- | -------------- | ------------- |
| 1999 | XII Europeu per equips  | Batumi    | 2611      | 4t     | 7        | 1         | 3      | 3        | 35,7% | 29             | 11            |
| 2001 | XIII Europeu per equips | Lleó      | 2599      | 3r     | 9        | 5         | 4      | 0        | 77,8% | Medalla d'or   | Medalla d'or  |
| 2003 | XIV Europeu per equips  | Plòvdiv   | 2601      | 2n     | 8        | 3         | 3      | 2        | 56,3% | 11             | 13            |
| 2005 | XV Europeu per equips   | Goteborg  | 2678      | 3r     | 8        | 2         | 6      | 0        | 62,5% | 6              | Medalla d'or  |
| 2007 | XVI Europeu per equips  | Heraklion | 2643      | 1r     | 9        | 2         | 5      | 2        | 50,0% | 14             | 19            |